# Corvus leucognaphalus
Il corvo collobianco o cornacchia collobianco, anche noto come corvo di Hispaniola o cornacchia di Hispaniola (Corvus leucognaphalus Daudin, 1800) è un uccello passeriforme della famiglia Corvidae.

## Etimologia
Il nome scientifico della specie, leucognaphalus, deriva dall'unione delle parole greche λευκος (leukos, "bianco") e γναφαλος (gnaphalos, piumino. Daudin, nella descrizione dell'animale, specifica che le piume sono nere, ma hanno del piumino bianco alla base).

## Descrizione

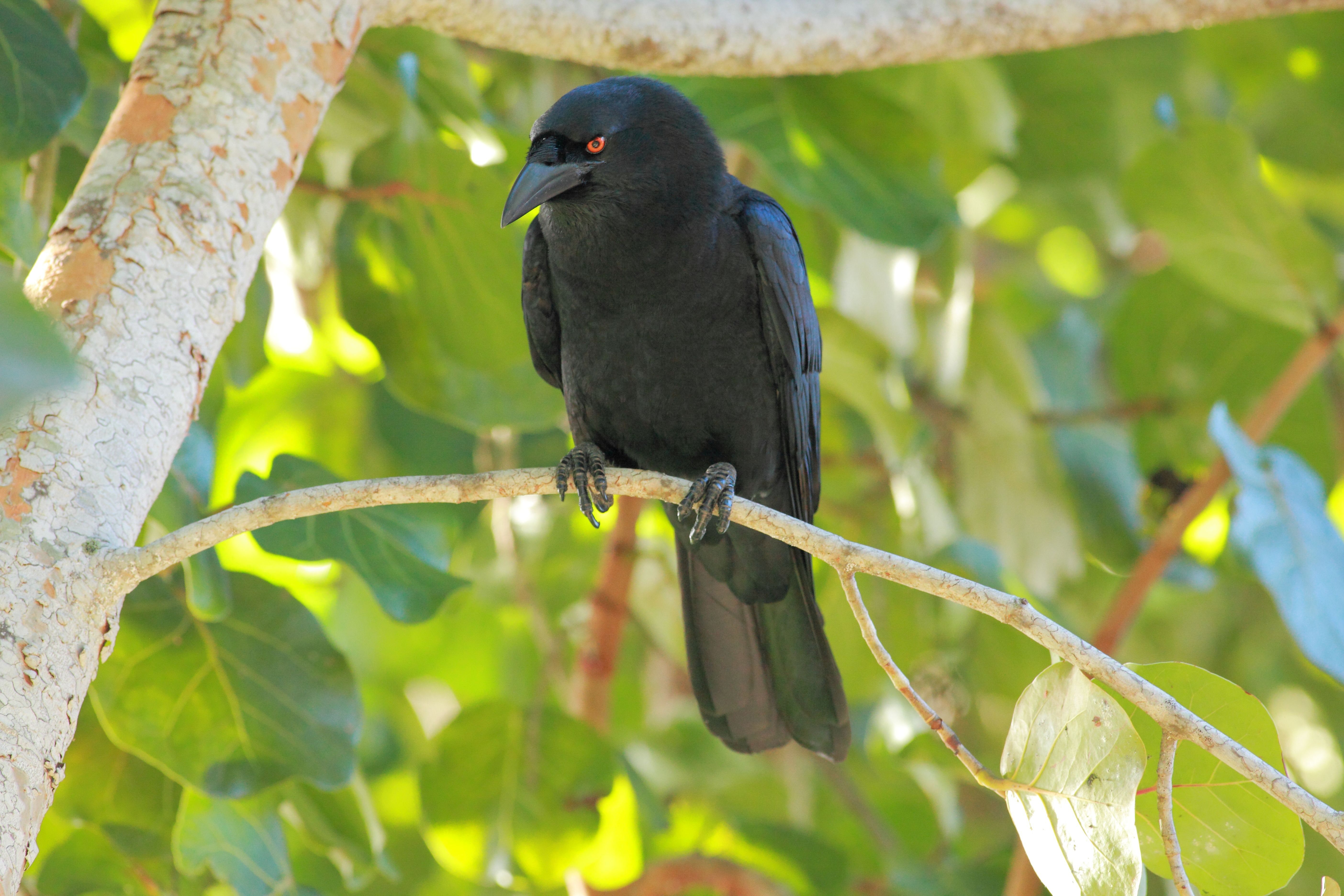
Esemplare nei pressi di La Romana.

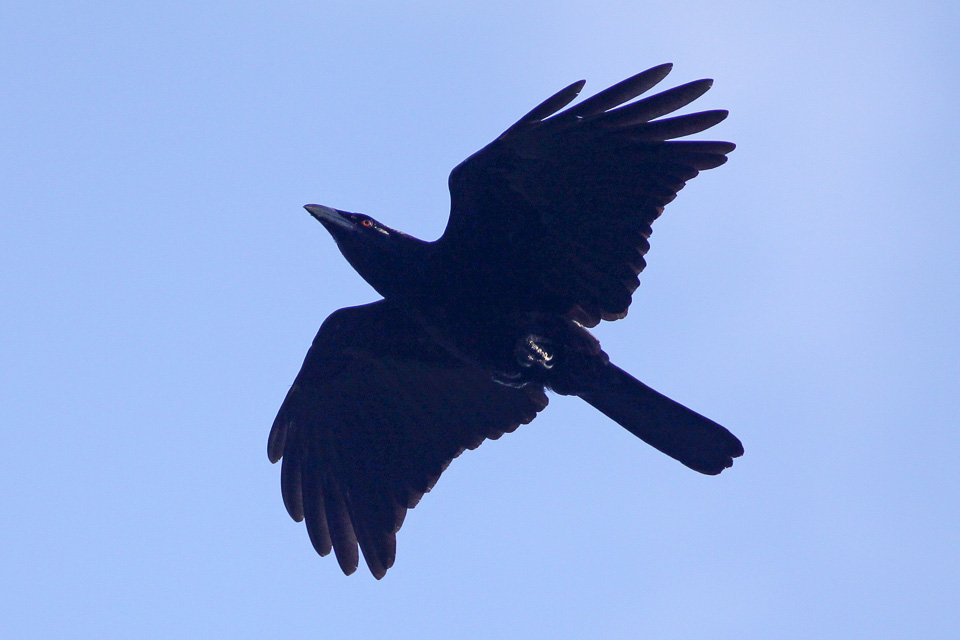
Esemplare in volo nel parco nazionale Los Haitises.

### Dimensioni
Misura 42-46 cm di lunghezza.

### Aspetto
Si tratta di uccelli dall'aspetto robusto e slanciato, muniti di testa ovale e allungata, becco lungo, forte, conico e appuntito, munito di narici visibili (nella maggior parte delle altre specie di corvo sono nascoste dalle vibrisse, presenti anche nella presente specie sebbene piuttosto rade), collo robusto, ali lunghe e digitate, zampe forti e coda di media lunghezza e dall'estremità squadrata.
Il piumaggio si presenta interamente nero, lucido e dalla consistenza sericea: sul corpo sono presenti riflessi metallici purpureo-bluastri, ben evidenti quando l'animale è nella luce diretta. La superficie inferiore delle ali, nonché quella della coda ed il sottocoda, sono di colore grigio cenere, mentre la colorazione bianca (a dispetto di quanto potrebbe far intuire il nome comune della specie) è assente dalla livrea dell'animale.

I due sessi sono del tutto simili nella colorazione.
Il becco e le zampe sono di colore nero: alla base della mandibola inferiore e dietro gli occhi (che sono di un inusuale colore rosso-arancio) è presente una piccola area di pelle nuda di colore grigio molto scuro.

## Biologia

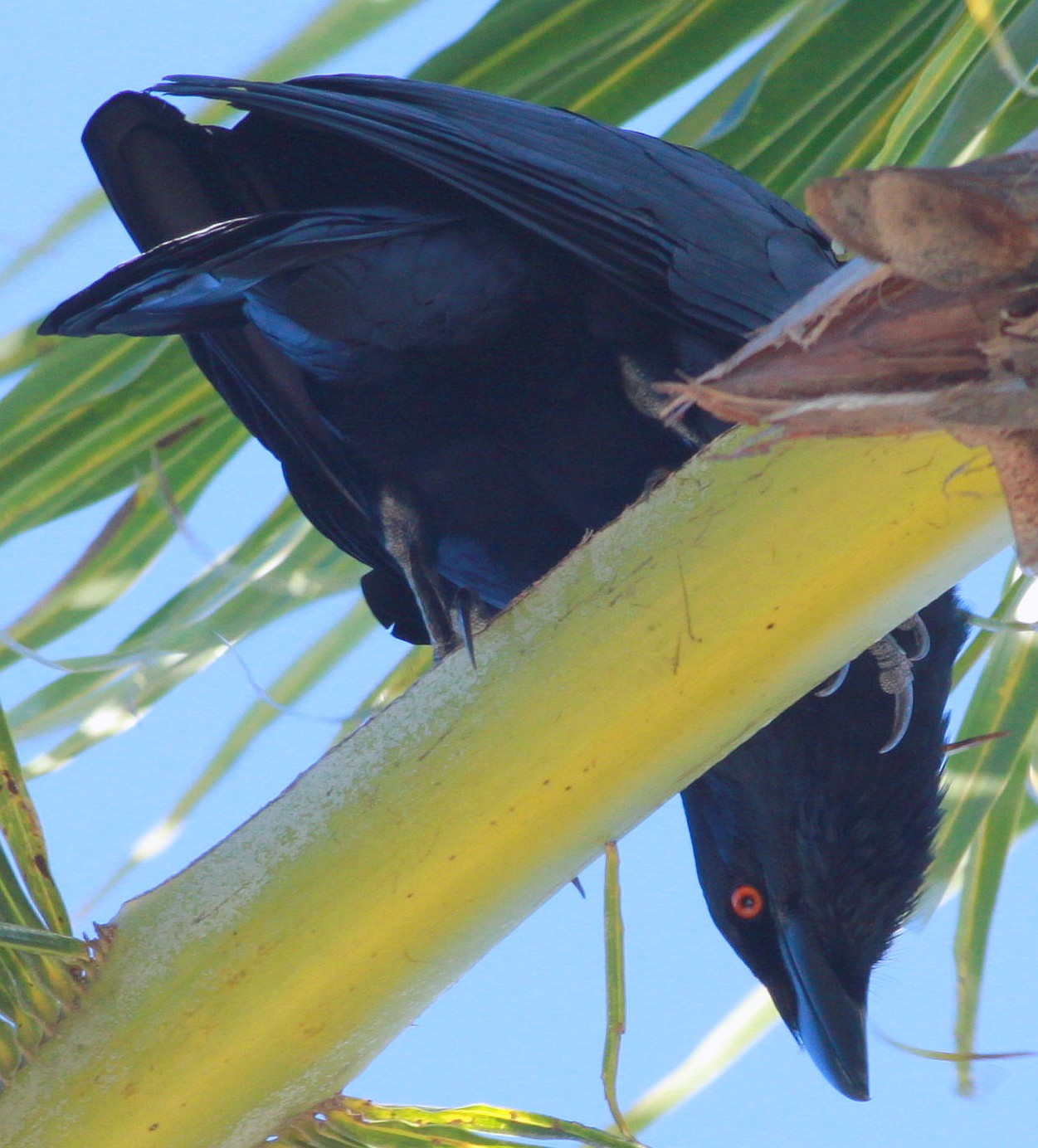
Esemplare su una palma sull'isola di Saona.

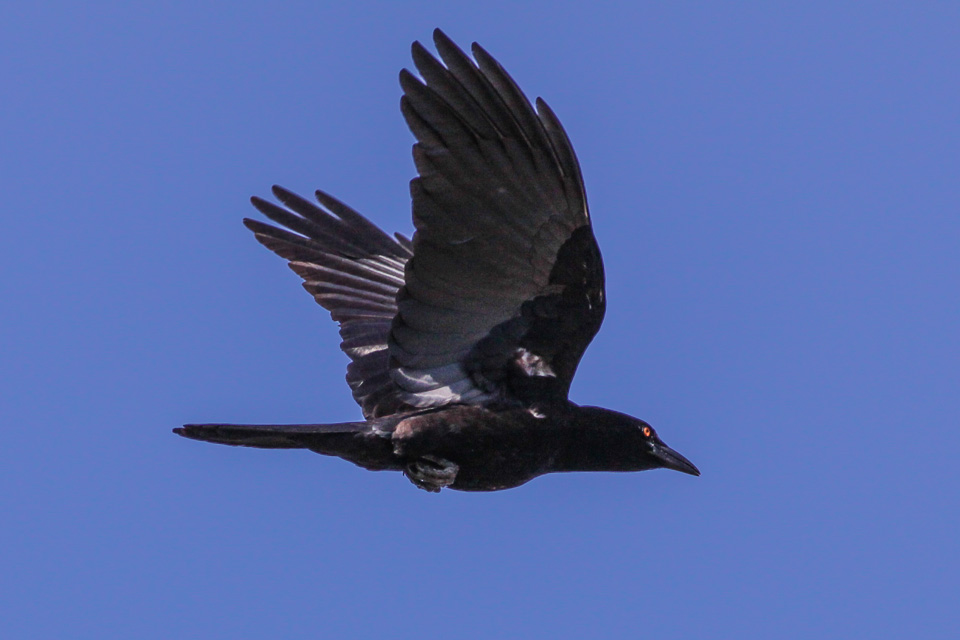
Esemplare in volo su Oviedo.

Si tratta di uccelli dalle abitudini di vita essenzialmente diurne e sociali, che all'infuori della stagione riproduttiva vivono in stormi anche consistenti, passando la maggior parte della giornata alla ricerca di cibo nella canopia e riunendosi verso sera nel folto della vegetazione arborea per passare la notte al riparo dai predatori.
Il corvo collobianco è solito volare piuttosto in alto, sfruttando le correnti ascensionali per planare, similmente ai rapaci: per questo comportamento la specie è distinguibile dal congenere corvo delle palme (col quale vive in simpatria in gran parte dell'areale) anche a grandissima distanza, in quanto quest'ultimo vola con vigorosi battiti d'ala, planando rarissimamente e non allontanandosi mai molto dal suolo.
Il richiamo del corvo collobianco è musicale, nasale e cicaleggiante: questi uccelli, molto vocali, possono inoltre comunicare mediante gracchi aspri simili a quelli del corvo imperiale.

### Alimentazione

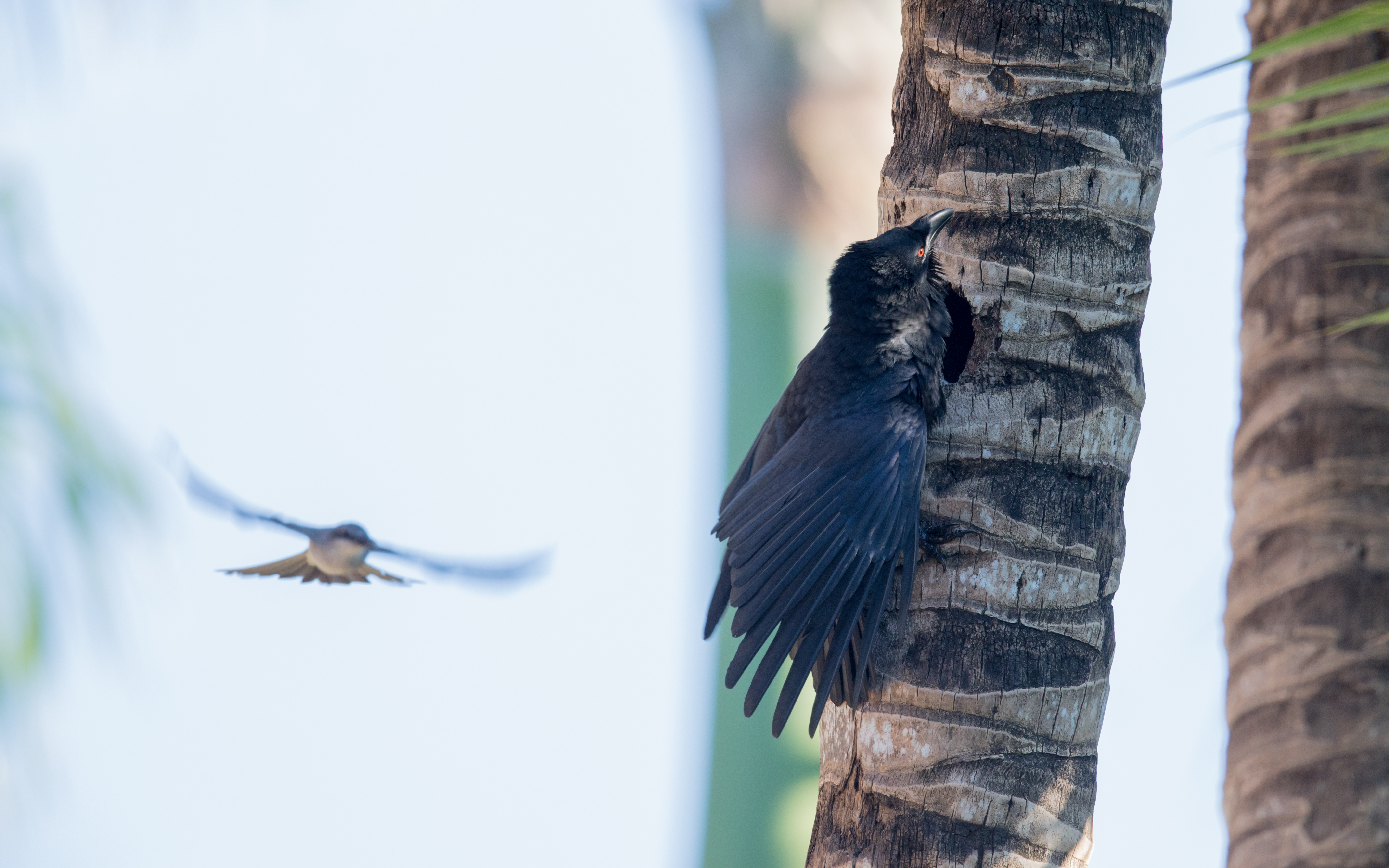
Esemplare in cerca di cibo scacciato da un tiranno grigio.

Il corvo collobianco è un uccello onnivoro ed opportunista, nel quale (diversamente da molte altre specie di corvidi, tendenzialmente più carnivore) la dieta è composta soprattutto da frutta di stagione, ma anche da bacche, semi e granaglie: questi uccelli, tuttavia, si cibano senza problemi quando disponibili anche di invertebrati, larve, uova e piccoli vertebrati (rane e nidiacei rinvenuti negli stomaci).

### Riproduzione
Si tratta di uccelli monogami, la cui stagione riproduttiva si estende da febbraio a giugno: i due sessi collaborano nella costruzione del nido (una struttura a coppa edificata con rametti intrecciati e foderata all'interno di fibre vegetali, piumino e pelo, ubicata fra i rami frondosi di un albero o di una palma), nella cova (che viene materialmente portata avanti dalla sola femmina, che durante l'incubazione delle uova viene nutrita e protetta dal maschio) e nell'allevamento dei pulcini, i quali, ciechi ed implumi alla schiusa, rimangono coi genitori anche una volta in grado di volare, lasciando raramente il proprio stormo d'appartenenza e raggiungendo la piena maturità piuttosto tardi.

## Distribuzione e habitat

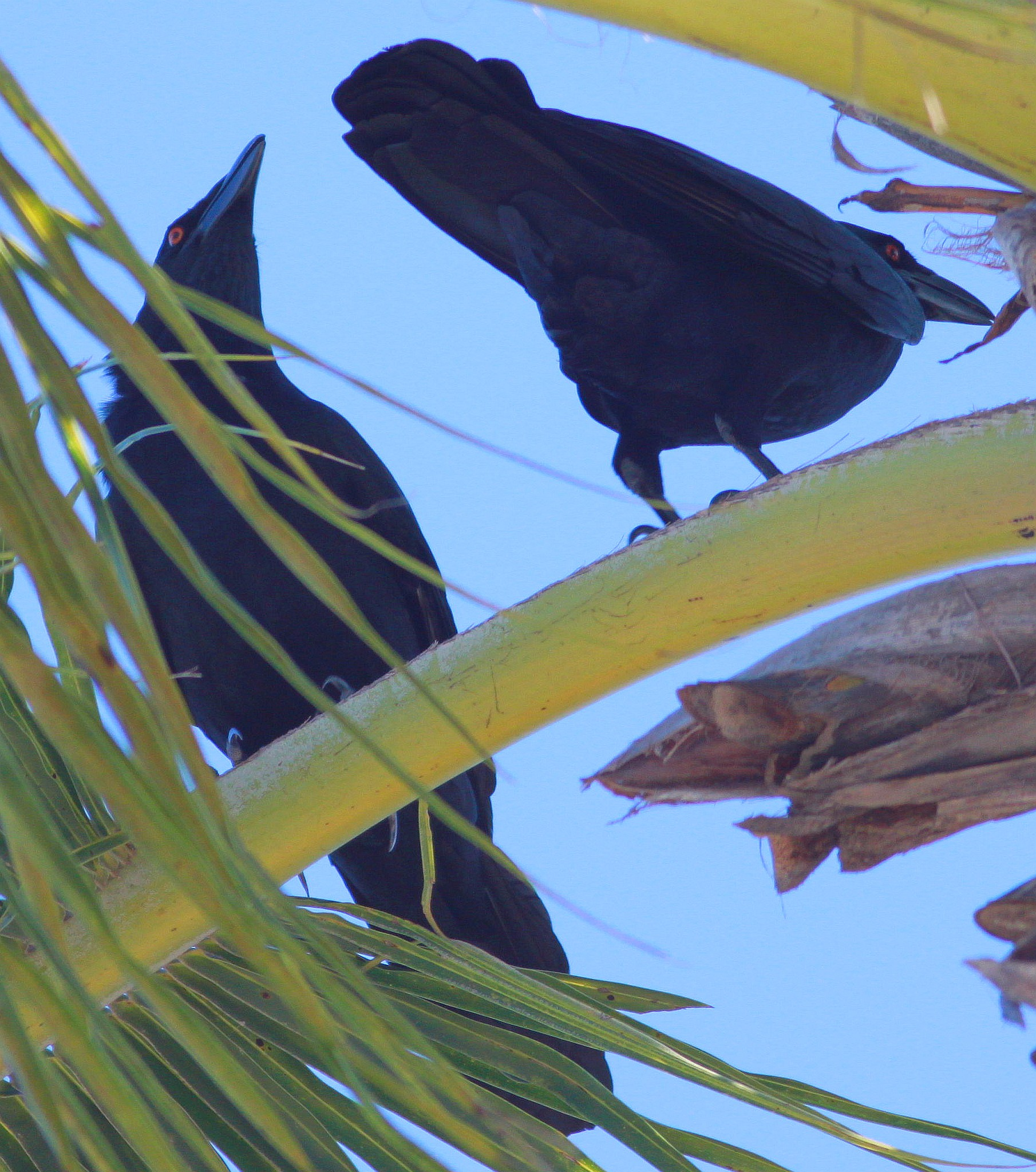
Due esemplari a Saona.

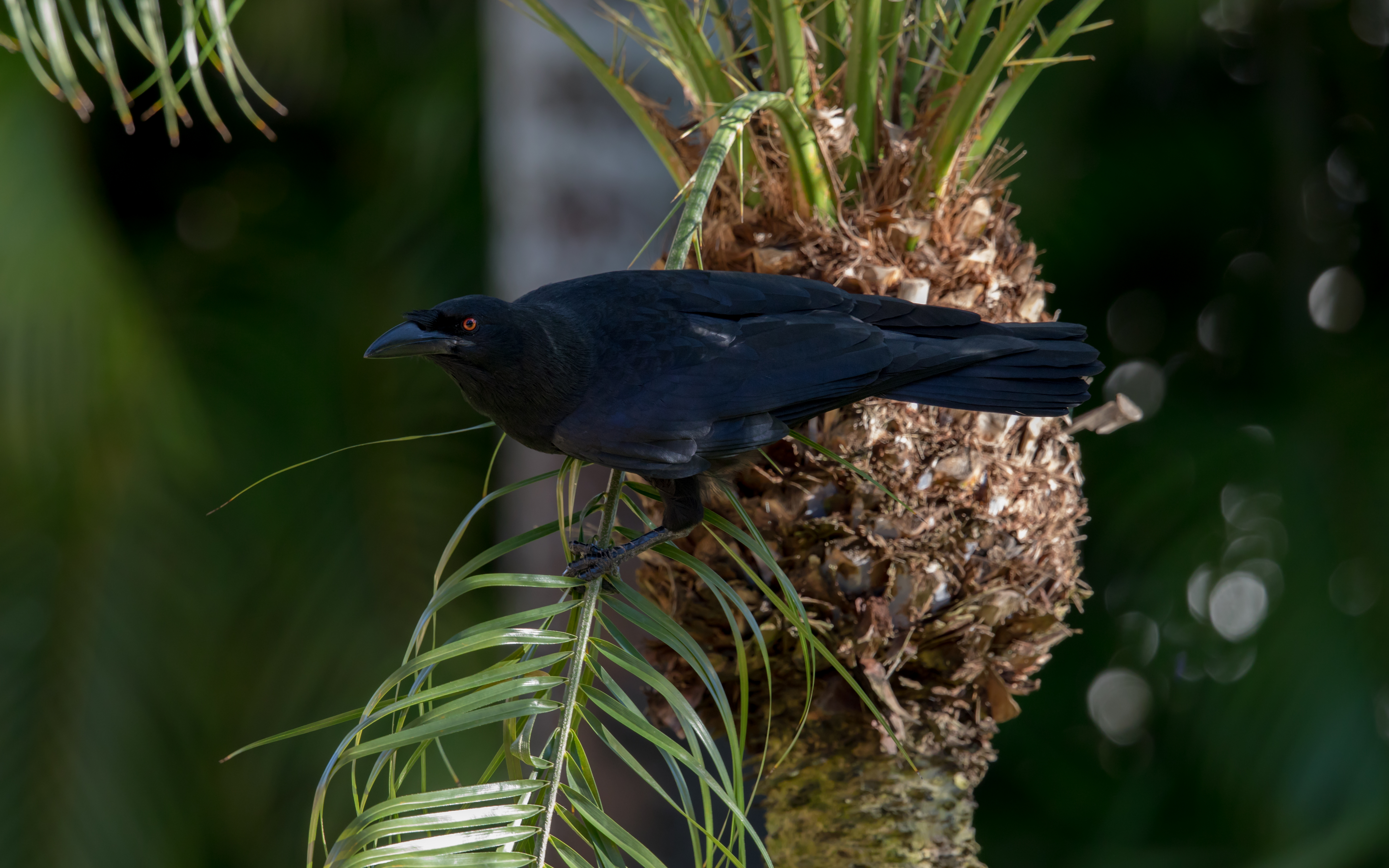
Esemplare nei pressi di Bayahibe.

Il corvo collobianco è endemico dell'isola di Hispaniola, della quale popola con areale disgiunto il centro, l'estremo sud, il sud-ovest e la punta orientale. In passato, la specie era diffusa anche a Porto Rico ed alle Isole Vergini, ma è scomparsa da entrambi i luoghi nel corso del XX secolo a causa dell'alterazione dell'habitat.

La specie pare residente nel suo areale: tuttavia, l'avvistamento sporadico di esemplari anche al di fuori di esso (ad esempio sull'isola de la Gonâve e su Saona) lascia supporre che questi uccelli siano in grado di compiere spostamenti anche di una certa entità.
L'habitat del corvo collobianco è rappresentato dalla foresta matura collinare e montana, con predilezione per le vecchie foreste primarie a prevalenza di conifere.